# سكوت إيفانز (لاعب كرة قدم)
سكوت إيفانز (بالإنجليزية: Scott Evans)‏ هو لاعب كرة الريشة ولاعب كرة قدم أيرلندي، ولد في 26 سبتمبر 1987 في دبلن في جمهورية أيرلندا.

## وصلات خارجية
- سكوت إيفانز على موقع BWF.tournamentsoftware.com (الإنجليزية)
- سكوت إيفانز على موقع BWFbadminton.com (الإنجليزية)
- سكوت إيفانز على موقع قاعدة بيانات كرة القدم.إي يو (الإنجليزية)
- سكوت إيفانز على موقع اللجنة الأولمبية الدولية (الإنجليزية)
- سكوت إيفانز على موقع أوليمبيديا (الإنجليزية)